# Santa Maria (microregio)
Santa Maria is een van de 35 microregio's van de Braziliaanse deelstaat Rio Grande do Sul. Zij ligt in de mesoregio Centro Ocidental Rio-Grandense en grenst aan de microregio's Campanha Meridional, Campanha Central, Campanha Ocidental, Santiago, Restinga Seca, Cachoeira do Sul en Serras de Sudeste. De microregio heeft een oppervlakte van ca. 11.736 km². In 2005 werd het inwoneraantal geschat op 373.105.
Dertien gemeenten behoren tot deze microregio:
- Cacequi
- Dilermando de Aguiar
- Itaara
- Jaguari
- Mata
- Nova Esperança do Sul
- Santa Maria
- São Martinho da Serra
- São Pedro do Sul
- São Sepé
- São Vicente do Sul
- Toropi
- Vila Nova do Sul

Mesoregio's: Centro Ocidental Rio-Grandense · Centro Oriental Rio-Grandense · Metropolitana de Porto Alegre · Nordeste Rio-Grandense · Noroeste Rio-Grandense · Sudeste Rio-Grandense · Sudoeste Rio-Grandense

Microregio's: Cachoeira do Sul · Camaquã · Campanha Central · Campanha Meridional · Campanha Ocidental · Carazinho · Caxias do Sul · Cerro Largo · Cruz Alta · Erechim · Frederico Westphalen · Gramado-Canela · Guaporé · Ijuí · Jaguarão · Lajeado-Estrela · Litoral Lagunar · Montenegro · Não-Me-Toque · Osório · Passo Fundo · Pelotas · Porto Alegre · Restinga Seca · Sananduva · Santa Cruz do Sul · Santa Maria · Santa Rosa · Santiago · Santo Ângelo · São Jerônimo · Serras de Sudeste · Soledade · Três Passos · Vacaria